# Chiến dịch Ý (Thế chiến thứ hai)
Chiến dịch Ý là chiến dịch tấn công dài và oanh liệt nhất do khối Đồng Minh phương Tây thực hiện trong Chiến tranh thế giới thứ hai. Chiến dịch kéo dài từ ngày 10 tháng 7 năm 1943 cho đến ngày 2 tháng 5 năm 1945 và là một phần của Mặt trận Địa Trung Hải và Trung Đông.
Sau khi kiểm soát được Bắc Phi vào tháng 5 năm 1943, Đồng minh Anh-Mỹ quyết định đổ quân lên Ý nhằm loại cường quốc phát xít này ra khỏi vòng chiến, giành quyền kiểm soát Địa Trung Hải đồng thời buộc Đức phải chia quân từ Tây Âu và Liên Xô sang đối phó. Quân Đồng Minh thoạt tiên đổ bộ lên đảo Sicilia ngoài khơi miền Nam Ý và đánh bại liên quân Ý-Đức tại đây vào tháng 8 năm 1943, nhưng quân Đức do Thống chế Albert Kesselring chỉ huy đã kịp rút vào lục địa Ý. Tranh thủ thời gian chính phủ Ý đàm phán với Đồng Minh sau khi lật đổ quốc trưởng Benito Mussolini ngày 25 tháng 7, Đức tăng cường lực lượng của mình tại Ý để đề phòng người Ý ngả theo Mỹ-Anh. Quân Đức chiếm đóng toàn bộ Ý và áp đặt kiểm soát lên phần lớn quân đội nước này ngay sau khi Ý ký hiệp định đầu hàng Đồng Minh ngày 3 tháng 9.
Từ Sicilia, quân Đồng Minh tiến hành đổ bộ vào miền nam lục địa Ý vào ngày 8 tháng 9. Thống chế Kesselring nhanh chóng điều quân phản công và không đẩy được lực lượng của Đồng Minh ra khỏi bờ biển. Đòn phản kích này đã câu giờ cho Kesselring thu quân chủ lực lên phòng tuyến Mùa đông phía nam Roma, nơi quân Đức bẻ gãy các đợt tấn công dồn dập của đối phương cho đến tận tháng 5 năm 1944. Quân Đồng Minh mở thêm một cuộc đổ bộ lên Anzio đằng sau tuyến Mùa đông để phá thế bế tắc vào tháng 1, nhưng Kesselring lập tức tung quân chặn đánh mũi tấn công này. Trái ngược với dự tính ban đầu của Đồng Minh, họ chỉ làm chủ được thủ đô nước Ý trong tháng 6, sau khi phòng tuyến Mùa đông thất thủ. Quân Đức vừa đỡ vừa rút lên mạn bắc Ý, nơi họ xây dựng phòng tuyến Goth và chống giữ quyết liệt đến ngày 2 tháng 5 năm 1945 thì đầu hàng.
Trong 2 năm cuối 1944-1945, lực lượng Đồng Minh tại Ý gồm quân của nhiều sắc tộc như Hoa Kỳ với Sư đoàn Bộ binh 92 người Mỹ gốc Phi, Trung đoàn 442 Mỹ gốc Nhật; Lực lượng viễn chinh Brasil, quân Anh, quân Canada, Tiệp Khắc, Lực lượng viễn chinh Pháp, Hy Lạp, quân kháng chiến Ý, Sư đoàn 2 New Zealand, Quân đoàn 2 Ba Lan, Sư đoàn Thiết giáp 6 Nam Phi, Sư đoàn Bộ binh 8 Ấn Độ, và nhiều đơn vị lính thuộc địa Gurkha, Palestine (Anh), Algérie và Maroc (Pháp).

## Đồng Minh kiểm soát Sicilia
Sau khi 275.000 quân Ý và Đức đầu hàng trong chiến dịch Tunisia vào tháng 5 năm 1943, nước Ý trở thành mục tiêu tiến công kế tiếp của Đồng Minh phương Tây. Tại hội nghị Casablanca của Anh và Hoa Kỳ vào tháng 1 năm 1943, các lãnh đạo chính trị và quân sự Đồng Minh đã bàn cãi về hai hướng hành động chiến lược khác nhau: hoặc là tránh giao tranh trên bộ với quân đội phe Trục, hoặc là tiến công Sardegna, Ý, Hy Lạp, hay quần đảo Dodekánisa. Mặc dù Đại tướng Tham mưu trưởng Lục quân Hoa Kỳ George Marshall đồng tình với phương án thứ nhất vì nó tạo điều kiện cho việc chuẩn bị Cuộc hành quân ROUNDUP (tên gọi lúc bấy giờ của cuộc tấn công đổ bộ lên Tây Bắc Âu), đề xuất của ông đã bị các nguyên thủ quốc gia Anh-Mỹ bác bỏ. Phía Anh chủ trương tiến công vùng Balkan, nhưng người Mỹ lo ngại rằng một nước đi như vậy sẽ trì hoãn chiến dịch đổ bộ lên Tây Bắc Âu. Do nhận thấy thực lực chưa đủ mạnh để đánh thẳng vào lục địa Ý, giới lãnh đạo Đồng Minh quyết định chỉ tấn công Sicilia nhằm khai thông biển Địa Trung Hải, tiêu hao sinh lực quân Đức và buộc chính phủ Ý đầu hàng.

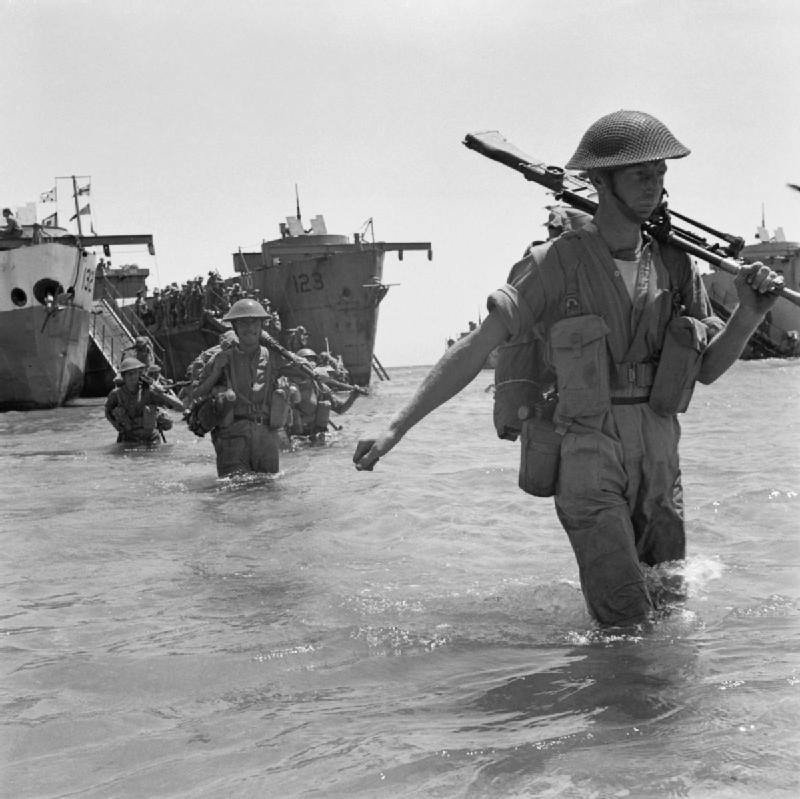
Lính Anh đổ bộ vào Sicilia ngày 10 tháng 7 năm 1943.

Những thất bại liên tiếp của quân đội Ý trên các mặt trận Bắc Phi và Liên Xô đã đưa chính quyền phát xít Benito Mussolini đến khủng hoảng trong mùa thu năm 1943. Người Ý càng lúc càng tin rằng Adolf Hitler đang thao túng Mussolini và vận mệnh nước Ý đang bị phó mặc cho Đệ Tam Đế chế Đức. Khi Mussolini yêu cầu đưa quân Ý từ chiến trường Nga về phòng thủ nước họ, Hitler lại dốc thêm nhiều đơn vị quân Đức vào lãnh thổ Ý. Dưới sự thống lĩnh của Thống chế Tư lệnh Chiến trường phía Nam Albert Kesselring, quân đội Đức đã được bố trí rải rác trên khắp Sicilia và bán đảo Ý.
Chiến dịch Husky mở màn ngày 10 tháng 7 năm 1943 khi tổng tư lệnh quân Đồng Minh tại Địa Trung Hải là Đại tướng Hoa Kỳ Dwight D. Eisenhower đem 180.000 quân Anh-Mỹ đổ bộ theo đường bộ và đường không lên đảo Sicilia, nơi được đóng giữ bởi 11 sư đoàn Ý thuộc Tập đoàn quân số 6 do Đại tướng Alfredo Guzzoni chỉ huy cùng một lực lượng trợ chiến Đức do Trung tướng Fridolin von Senger und Etterlin chỉ huy (gồm Sư đoàn Bộ binh Cơ giới 15 và Sư đoàn Thiết giáp Hermann Göring; sau được tăng viện bởi lực lượng không vận Đức và Quân đoàn Thiết giáp XIV của Thượng tướng Thiết giáp Hans-Valentin Hube). Dựa vào địa hình đồi núi hiểm trở, quân phe Trục đã chống trả quyết liệt và gây ra không ít tổn thất cho quân Đồng Minh. Tuy nhiên, sau khi bị Tập đoàn quân số 7 (Hoa Kỳ) dưới quyền Trung tướng George S. Patton đánh bọc hông vào cuối tháng 7, Kesselring tức tốc lên kế hoạch sơ tán hết quân Trục về lục địa Ý đặng tránh lặp lại thảm họa tại Tunisia. Chiến dịch Sicilia kết thúc vào ngày 17 tháng 8 khi Tập đoàn quân số 7 (Mỹ) và Tập đoàn quân số 8 (Anh) dưới quyền Đại tướng Bernard Montgomery kiểm soát được hải cảng chủ chốt Messina ở cực đông bắc. Tuy vậy, thành công của Kesselring trong việc di tản 116.723 quân nhân (54.723 quân Đức; 62.000 quân Ý), 10.016 xe chiến đấu và vận tải cùng hàng tấn tiếp tế đã khiến chiến dịch trở nên gần giống một thắng lợi danh nghĩa của liên quân Anh-Mỹ. Bên cạnh đó, cuộc tiến công Sicilia đã thúc đẩy sự sụp đổ của phát xít Ý đồng thời để lại những bài học kinh nghiệm có giá trị cho Đồng Minh đổ bộ vào Tây Âu năm 1944.

## Cuộc chiến trên lục địa Ý
Đối mặt với sự bất mãn lan rộng trong dân chúng, ngày 25 tháng 7 năm 1943, Đại hội đồng Phát xít Ý đã tiến hành đảo chính, bắt giam Mussolini trong khách sạn Campo Imperatore và lập chính phủ mới do Thống chế Pietro Bagdolio đứng đầu. Chính quyền mới tại Ý lập tức tiến hành hòa đàm với Đồng Minh. Các cuộc thương thuyết này đã đưa đến hiệp định đầu hàng của Ý vào ngày 3 tháng 9. Nhân lúc Đồng Minh lo đàm phán với Ý, Đức tung thêm 16 sư đoàn lên đất Ý, trong đó có Sư đoàn Thiết giáp SS số 1 khét tiếng trên mặt trận Liên Xô. Số quân này được chia làm 2 cánh - đó là Cụm Tập đoàn quân B ở miền Bắc do Thống chế Erwin Rommel chỉ huy và Cụm Tập đoàn quân C ở 2 miền Trung - Nam do đích thân Kesselring chỉ huy. Quân Đức quản lý toàn bộ Ý và nhanh chóng giải giáp phần lớn quân đội nước này. Ngày 12 tháng 9, một toán biệt kích Đức do Đại tá SS Otto Skorzeny chỉ huy dùng tàu lượn đổ bộ vào Campo Imperatore và giải thoát Mussolini. Hitler lập Mussolini làm quốc trưởng chính quyền Cộng hòa xã hội Ý ở miền bắc.

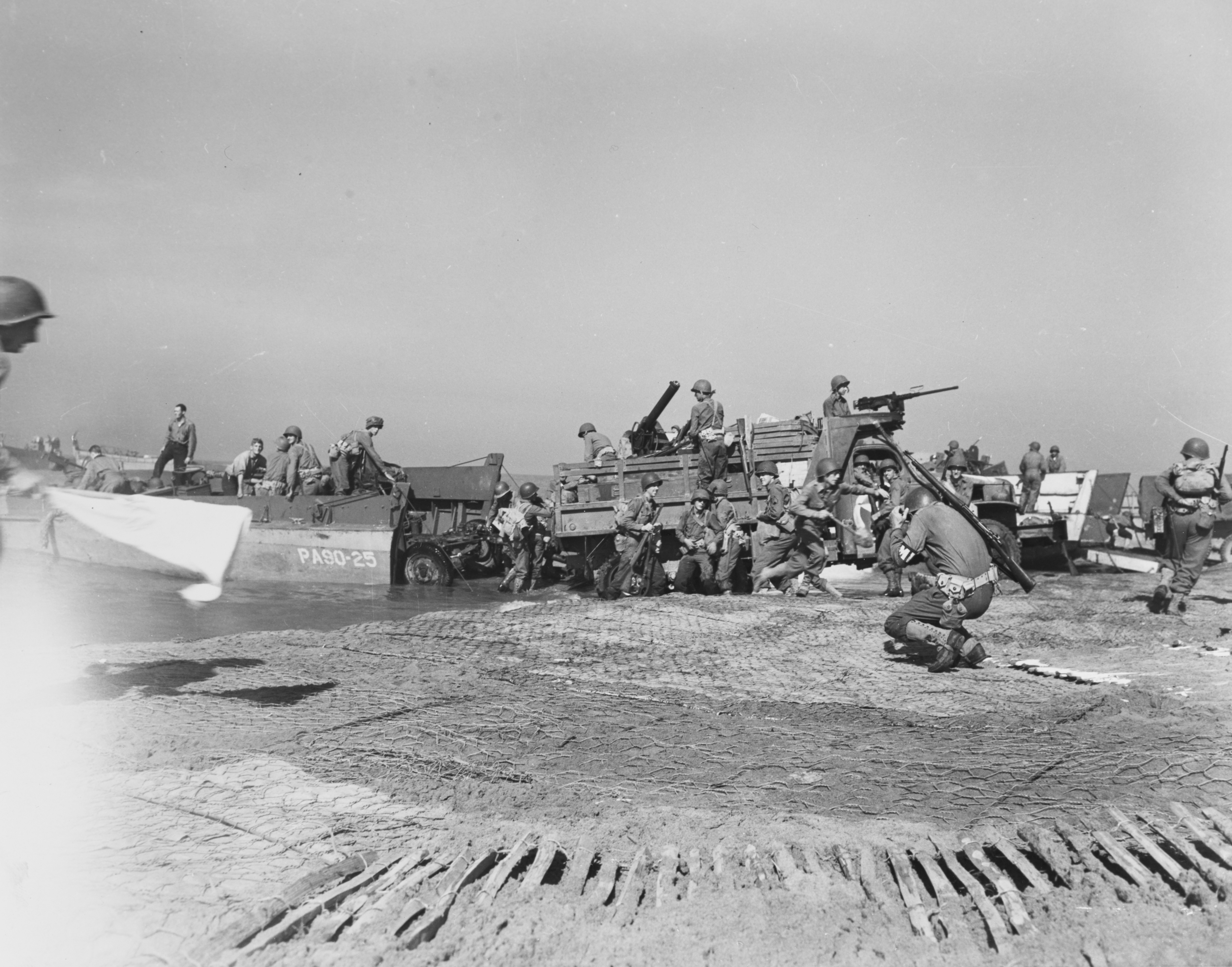
Pháo binh Đồng Minh trong Chiến dịch Avalanche.

Ngay từ đầu năm 1943, Bộ Tổng tham mưu Anh đã dự định duy trì chiến dịch ở Địa Trung Hải sau khi kiểm soát Sicilia, đặng trau dồi, nâng cao kinh nghiệm cho tướng sĩ trong chiến đấu với quân Đức (thay vì để họ "ăn không ngồi rồi" tới năm 1944), đồng thời buộc Đức phải phân tán lực lượng trên 3 mặt trận Địa Trung Hải, Tây và Đông Âu. Tuy nhiên, Hội đồng Tham mưu trưởng Liên quân Hoa Kỳ chủ trương ngưng đánh Ý và tập trung chuẩn bị đổ bộ lên Pháp ngay trong mùa xuân năm 1944. Họ cũng lo ngại rằng việc tiếp tục đánh Địa Trung Hải sẽ giúp đảm bảo quyền lợi thực dân của Anh sau chiến tranh, một điều mà Mỹ cực lực phản đối. Phải đến Hội nghị Trident tại Washington D.C. vào tháng 5, 2 cường quốc mới nhất trí tiến công đất liền Ý sau khi giành được Sicilia.

### Cuộc đổ bộ Salerno
Phía Đồng Minh quyết định không tổ chức đổ bộ quy mô lớn lên miền Bắc Ý, một phần là vì hoạt động này nằm ngoài tầm yểm trợ của không quân từ Sicilia. Thay vì đó, họ lên kế hoạch dùng Cụm Tập đoàn quân số 15 (Anh-Mỹ) của Đại tướng Harold Alexander thực hiện 3 cuộc đổ bộ vào miền Nam Ý, gồm:
- Chiến dịch Baytown ngày 3 tháng 9, khi Tập đoàn quân số 8 (Anh) vượt eo biển Messina, đổ bộ vào Calabria rồi tràn lên mạn bắc
- Chiến dịch Slapstick ngày 4 tháng 9, khi 3.600 lính Sư đoàn Dù số 1 (Anh) đổ xuống kiểm soát cảng Taranto
- Chiến dịch Avalanche, ngày 9 tháng 9, khi 165.000 quân thuộc Tập đoàn quân số 5 (Anh-Mỹ) của Trung tướng Mark Clark đổ bộ lên Salerno (địa điểm xa nhất nằm trong tầm tác chiến không quân) dự định tiến công cảng Napoli cách đó 48 km theo hướng tây bắc. Đây là chiến dịch lớn nhất trong các chiến dịch đổ bộ từ Sicilia vào lục địa Ý.

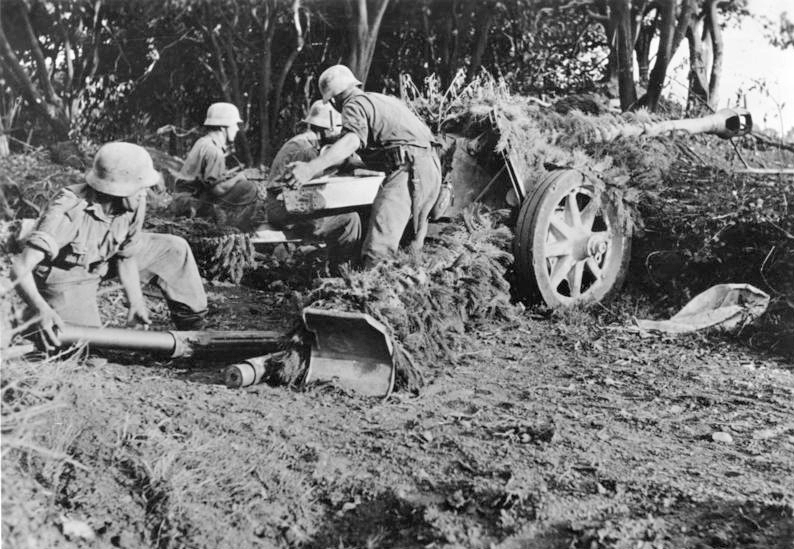
Pháo chống tăng Đức trong trận Salerno.

Đồng Minh tiên liệu rằng thành công của các chiến dịch này sẽ đưa họ vào Roma ngay tại năm 1943. Trong khi đó, Rommel khuyên Hitler rút Cụm Tập đoàn quân C lên mạn bắc và hợp nhất 2 cánh quân Đức dưới quyền thống lĩnh của ông. Kesselring kiên quyết phản đối, lập luận rằng hành động này biến miền Nam Ý thành bàn đạp cho oanh tạc cơ Đồng Minh đánh phá Nam bộ Đức, đồng thời khai lối cho quân Đồng Minh đột phá vào thung lũng sông Po và tấn công Balkan – nơi có nguồn dầu mỏ, đồng đỏ và bô-xít dồi dào. Kesselring cũng thuyết phục được Hitler rằng miền Trung - Nam Ý có địa hình sông núi hiểm trợ, rất phù hợp cho quân Đức tổ chức kháng cự lâu dài. Việc phòng thủ Nam Ý được giao cho 6 sư đoàn trong 2 quân đoàn thuộc Tập đoàn quân số 10, do Đại tướng Heinrich von Vietinghoff chỉ huy. Họ được sự yểm hộ từ trên không của Tập đoàn Không quân số 2 do Thống chế Wolfram von Richthofen chỉ huy. Phán đoán chính xác rằng Anh-Mỹ sẽ đổ quân vào Salerno, Kesselring cho Sư đoàn Thiết giáp số 16 chốt giữ thành phố, trong khi Sư đoàn "Hermann Göring" của không quân và Sư đoàn Bộ binh Cơ giới số 15 án ngữ khu vực lân cận.
Khi Quân đoàn VI (Mỹ) cùng Quân đoàn X (Anh) tấn công Salerno ngày 9 tháng 9, họ lập được đầu cầu trên bờ biển, nhưng không giành thắng lợi trọn vẹn do gặp phải sự chống cự mạnh của Sư đoàn Thiết giáp số 16 (Đức). Kesselring lập tức phát lệnh cho Quân đoàn Thiết giáp XIV điều Sư "Hermann Göring" và Sư Bộ binh Cơ giới số 15 đến chống giữ Salerno. Đồng thời, ông chuyển ngay Sư đoàn Thiết giáp số 26 từ Calabria vào Salerno. Lợi dụng sự chậm phát triển của đầu cầu địch, Kesselring xua 4 sư đoàn ồ ạt phản kích vào ngày 12 tháng 9. Trong vòng 2 ngày, quân Đức đã đánh bật Sư đoàn Bộ binh số 36 Mỹ và gần như chặt 2 quân đoàn Đồng Minh làm đôi. Sử dụng các loại vũ khí tối tân như bom thông minh Fritz X và tên lửa chống tàu Henschel Hs 293, không quân Đức đã đánh đắm và đánh hỏng nặng nhiều tàu chiến Anh-Mỹ. Trong các hôm 13 - 14 tháng 9, Đồng Minh đổ thêm quân lên đóng giữ đầu cầu Salerno. Được hỗ trợ đắc lực bởi hỏa lực hải pháo, pháo binh và các đợt ném bom rải thảm của không quân, quân Đồng Minh dần dần cản được đà tiến công của địch. Trong khi đó, Montgomery đem Tập đoàn quân số 8 tiến về Salerno đặng bọc hông lực lượng phản công của Đức. Ngày 18 tháng 9, Kesselring ra lệnh cho quân vừa đánh vừa rút lên mạn bắc.

### Quân Đồng Minh tiến về Roma
Sau chiến thắng Salerno, Clark dẫn quân về hướng bắc và hội quân với Montgomery. Kế tới, Tập đoàn quân số 5 men dọc theo bờ biển Tyrrhenus và đánh Napoli ngày 1 tháng 10. Trong khi đó, Tập đoàn quân số 8 tiến dọc theo biển Adriatic và kiểm soát các căn cứ quân sự tại Foggia ngày 27 tháng 9, biến nơi này thành bàn đạp cho Không đoàn 15 của Mỹ oanh tạc vào lãnh thổ Đức. Bước sang đầu tháng 10, hai tập đoàn quân Đồng Minh đã thành lập một chiến tuyến liên tục, rộng 193 km, chạy dọc theo hai sông Volturno và Biferno. Nhưng chỉ trong vòng 3 tuần trước, tổn thất của riêng Tập đoàn quân số 5 đã lên đến 12.000 người. Từ đây, mặt trận Ý phát triển thành một cuộc chiến tiêu hao dai dẳng, đẫm máu trên những chiến địa bị lầy lội do mưa và tuyết, không khác xa với chiến trường Tây Âu thời Chiến tranh thế giới thứ nhất.

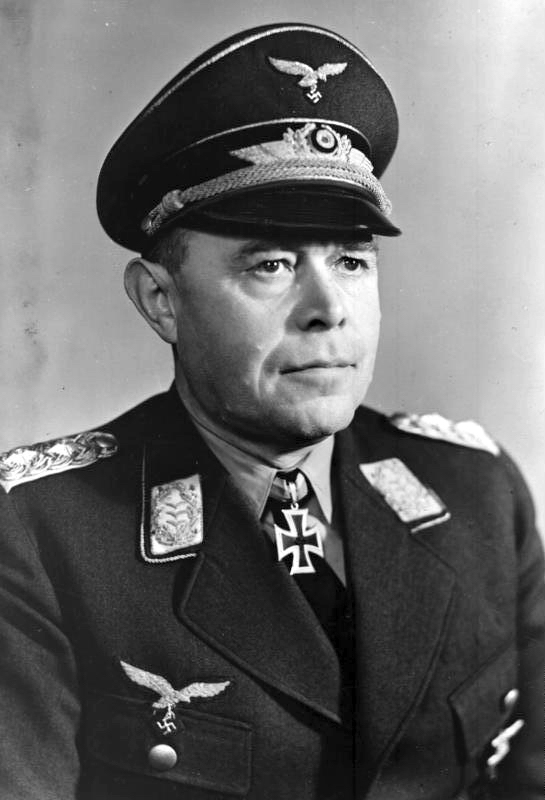
Thống chế Albert Kesselring, tổng tư lệnh quân Đức ở Địa Trung Hải.

Nhân lúc Đồng Minh bị đánh mạnh tại Salerno, Thống chế Kesselring đã cho xây một hệ thống phòng thủ cứng rắn ở Nam trung bộ và Trung bộ Ý, khóa chặt các nẻo đường tới Roma. Xa nhất về phía nam là hai phòng tuyến Volturno và Barbara, được dùng để giam chân quân Đồng Minh đủ lâu cho Đức lập xong các khu phòng ngự then chốt giữa Gaeta và Pescara – gọi chung là phòng tuyến Mùa đông. Cụm tuyến phòng thủ này bao gồm tuyến chủ lực Gustav trên các sông Rapido, Sangro và Garigliano (có trọng tâm là đồi Monte Cassino) cùng hai tuyến phụ ở phía tây dãy núi Apennine: phòng tuyến Bernhardt và phòng tuyến Hitler (đổi tên thành phòng tuyến Senger ngày 23 tháng 5 năm 1944). Ngày 12 tháng 10, quân Đồng Minh mở chiến dịch kiểm soát các con đường tới Roma. Mục tiêu này là không dễ đạt được, do khu vực rộng 193 km giữa sông Volturno với Roma có địa hình đồi núi gồ ghề, rất thuận lợi cho quân Đức cố thủ. Trên địa bàn tác chiến của Tập đoàn quân số 5, Quân đoàn VI đã đè bẹp các ổ đề kháng của Đức ven sông Volturno, trong khi Quân đoàn X sang được sông tại 2 địa điểm. Thừa thắng, Clark phát lệnh cho Tập đoàn quân số 5 tiến công trên toàn tuyến. Các con đường xấu, các cây cầu bị đánh sập, những khó khăn trong công tác tiếp vận cùng với sự chống cự kiên cường của quân Đức đã làm chùn bước tiến của các binh đoàn Mỹ, nhất là Quân đoàn VI. Cùng lúc đó, trong hàng loạt trận đánh dữ dội, Tập đoàn quân số 8 đã vượt sông Trigno và tiến đánh sông Sangro. Tuy nhiên, đến ngày 15 tháng 10, quân Đức đã bẻ gãy các mũi tấn công của địch trước phòng tuyến Mùa đông chạy dài từ sông Garigliano, qua núi Camino, hẽm núi Mignano, dãy núi hướng đông bắc và sông Sangro, tới biển Adriatic.

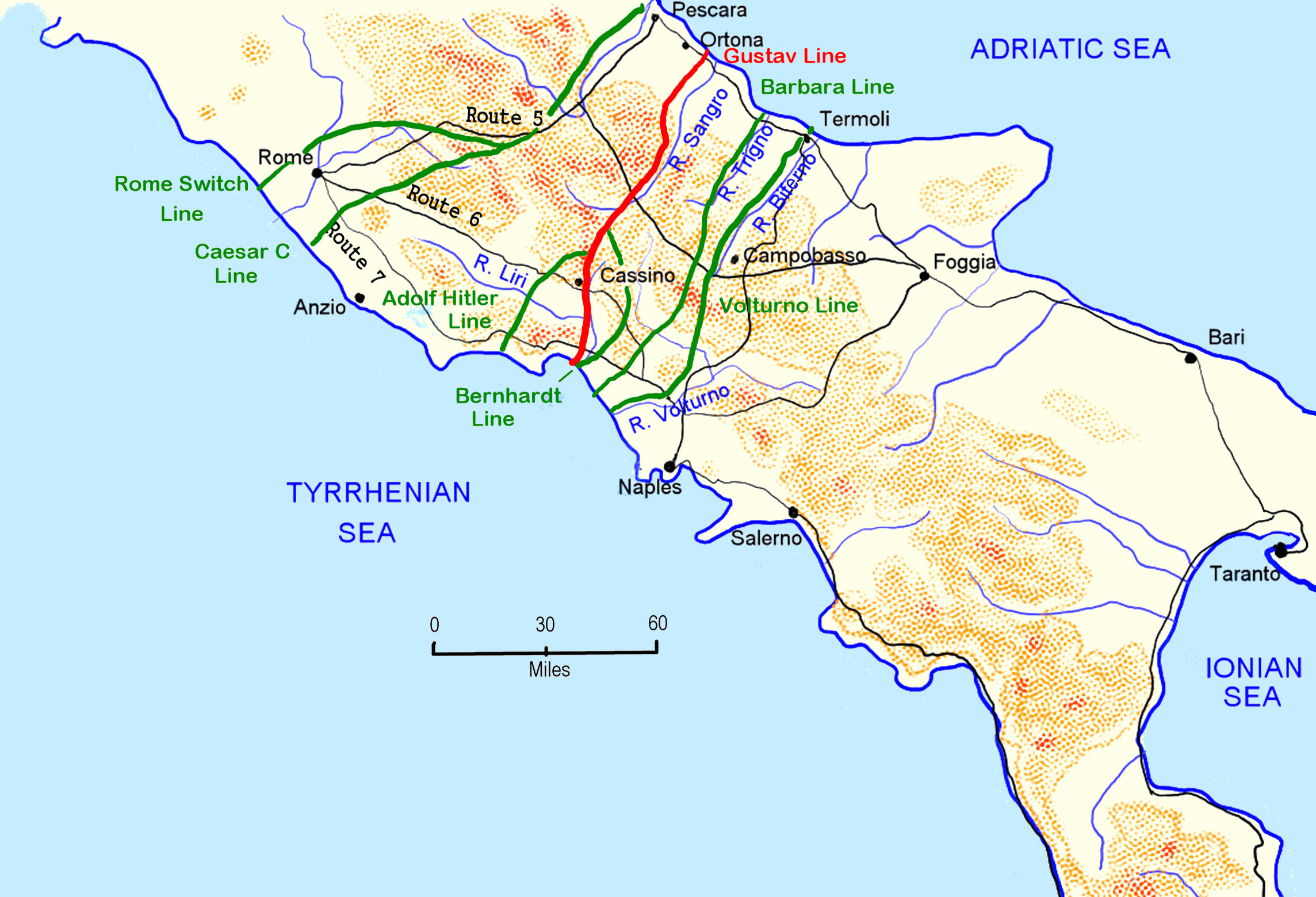
Hệ thống phòng tuyến của quân Đức phía nam Roma

Tròn một tháng sau thất bại này, khối Đồng Minh phát động Chiến dịch phòng tuyến Mùa đông (15 tháng 11 năm 1943 – 15 tháng 1 năm 1944) hòng phá thế bế tắc vào cuối năm 1943. Theo kế hoạch của họ, Tập đoàn quân số 8 sẽ đột phá trận địa quân Đức ven biển Adriatic rồi vòng ra sau lưng địch. Tiếp theo đó, Tập đoàn quân số 5 sẽ xuất trận tấn công. Khi 2 tập đoàn quân đến đủ gần nhau, Clark sẽ phát động một chiến dịch đổ bộ phía nam Roma. Mặc dù các đợt tiến công của Tập đoàn quân số 8 ban đầu thu được thắng lợi, những trận mưa dài hơi cùng sự đề kháng bền bỉ của quân Đức đã ngăn cản họ khai thác chiến quả. Tới giữa tháng 12, ý định chọc thủng phòng tuyến Mùa đông của Tập đoàn quân 8 coi như bị phá sản. Trong khi đó, sau nhiều trận đánh nảy lửa, Tập đoàn quân số 5 đã quét sạch quân Đức khỏi hẽm núi Mignano, nhưng bị khựng lại trước sông Rapido. Vào thời điểm Chiến dịch Phòng tuyến Mùa Đông bị hủy bỏ ngày 15 tháng 1 năm 1944, quân Đồng Minh đã áp sát phòng tuyến Gustav. Lính Mỹ, Pháp và Anh thuộc Tập đoàn quân số 5 mở nhiều cuộc tấn công liên tiếp vào đây, nhưng đều bị quân Đức đánh lui.
Sau 4 tháng ròng rã chiến đấu, phe Đồng Minh chỉ tiến được 113 km từ Salerno và vẫn còn cách Roma 129 km. Chỉ riêng Tập đoàn quân số 5 đã chịu thiệt hại đến 4 vạn quân, lớn hơn rất nhiều so với số thương vong của Đức. Không những vậy, chừng 5 vạn cán-binh đã được thêm vào danh sách bệnh binh của Đồng Minh. Đồng Minh lại phải rút 6 sư đoàn khỏi Ý đặng chuẩn bị mở Chiến dịch đổ bộ Normandie tại Pháp. Các tướng Eisenhower và Montgomery cũng được điều sang chỉ huy mặt trận Tây Âu. Để khẳng định vai trò chủ đạo của người Anh trong chiến cuộc ở Ý, Đại tướng Anh Henry Maitland Wilson được cử thay Eisenhower làm Tổng tư lệnh quân lực Đồng Minh tại Địa Trung Hải. Trung tướng Oliver Leese trở thành tư lệnh mới của Tập đoàn quân số 8.

#### Huyết chiến ở Anzio và Cassino
Trong cuộc hội kiến giữa Hitler với 2 chỉ huy cao cấp ở Ý vào tháng 11 năm 1943, Rommel tiếp tục đòi Cụm Tập đoàn quân C bỏ Nam Ý và lui về giữ dãy Anpơ. Trái lại, Kesselring đưa ra đánh giá lạc quan về tình hình Ý, cam đoan ông sẽ trói chân được quân Đồng Minh ở phía nam Roma và kìm hãm đà tiến của họ lên mạn bắc dãy Apennine chí ít 6 tháng nữa. Hitler cuối cùng đã ngả theo ý kiến của Kesselring; ông ta thuyên chuyển Rommel sang Tây Âu và gom hết mọi đơn vị Đức tại Ý vào Cụm Tập đoàn quân C ngày 21 tháng 11 năm 1943. Từ đây, biên chế Tập đoàn quân số 10 trên tuyến Gustav được nâng lên 15 sư đoàn.

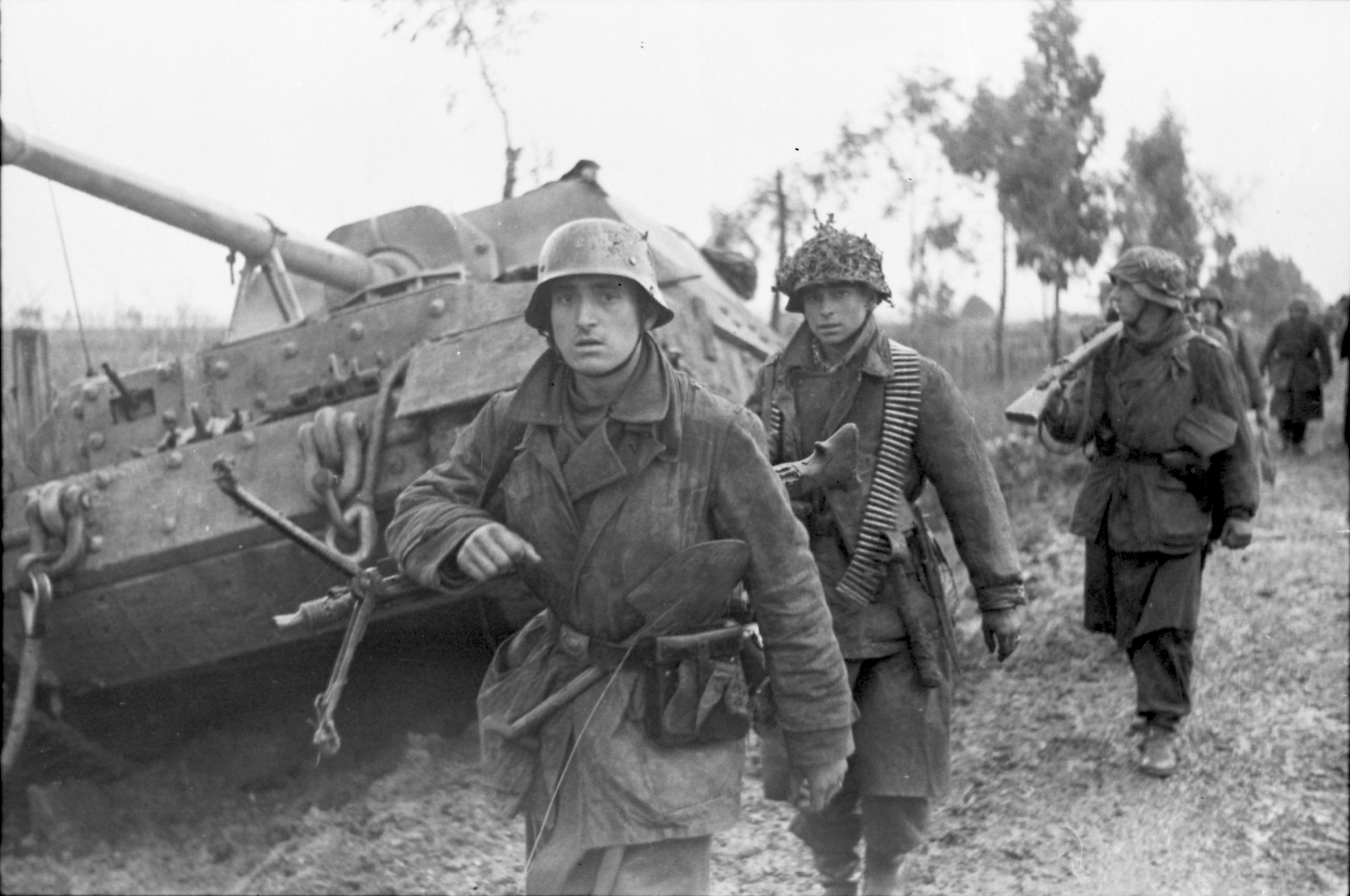
Quân Đức phản kích đánh vào Anzio.

Thất bại của các đợt tấn công trực diện vào phòng tuyến Gustav đã thúc đẩy Đồng Minh lập mở chiến dịch đổ bộ lên thị trấn Anzio, nằm trên trung điểm con đường từ biển Tyrrhenus tới Roma, vào ngày 22 tháng 1 năm 1944. Mục đích của chiến dịch này là ép quân Đức buông bỏ phòng tuyến Gustav và Roma. Quân đoàn VI (Mỹ) do Thiếu tướng John P. Lucas chỉ huy đã tạo được thế bất ngờ và đổ bộ an toàn 7 vạn quân trong 1 tuần lễ, nhưng không biết phát huy thành quả. Kesselring nhanh nhảu gộp 8 sư đoàn thành Tập đoàn quân số 14 do Đại tướng Eberhard von Mackensen chỉ huy, với lực lượng nòng cốt là Quân đoàn Thiết giáp LXXVI của Thượng tướng Thiết giáp Traugott Herr và Quân đoàn Dù I của Thượng tướng Phi hành Alfred Schlemm. Mackensen tiến hành phản kích ác liệt vào đầu cầu Anzio, gây cho Anh-Mỹ tổn thất nặng nề. Đây là lần đầu tiên quân Đức triển khai mìn lần tăng điều khiển từ xa "Goliath" trong cuộc chiến. Phải khó khăn lắm quân Đồng Minh, với ưu thế lấn át về pháo thuyền và không quân, mới chặn được quân Đức. Nhưng sau đó, quân Đồng Minh vẫn bị ghìm chặt trên đầu cầu Anzio trong suốt 3 tháng. Họ cử Thiếu tướng Lucian Truscott lên thay Lucas cầm quân, song Truscott cũng không thể vãn hồi tình thế. Cục diện bế tắc kéo dài đến tận mùa xuân năm 1944; hai bên đều hao tổn nhiều sinh lực nhưng quân Đồng Minh vừa không đột phá khỏi Anzio, mà cũng không dứt điểm được phòng tuyến Gustav.

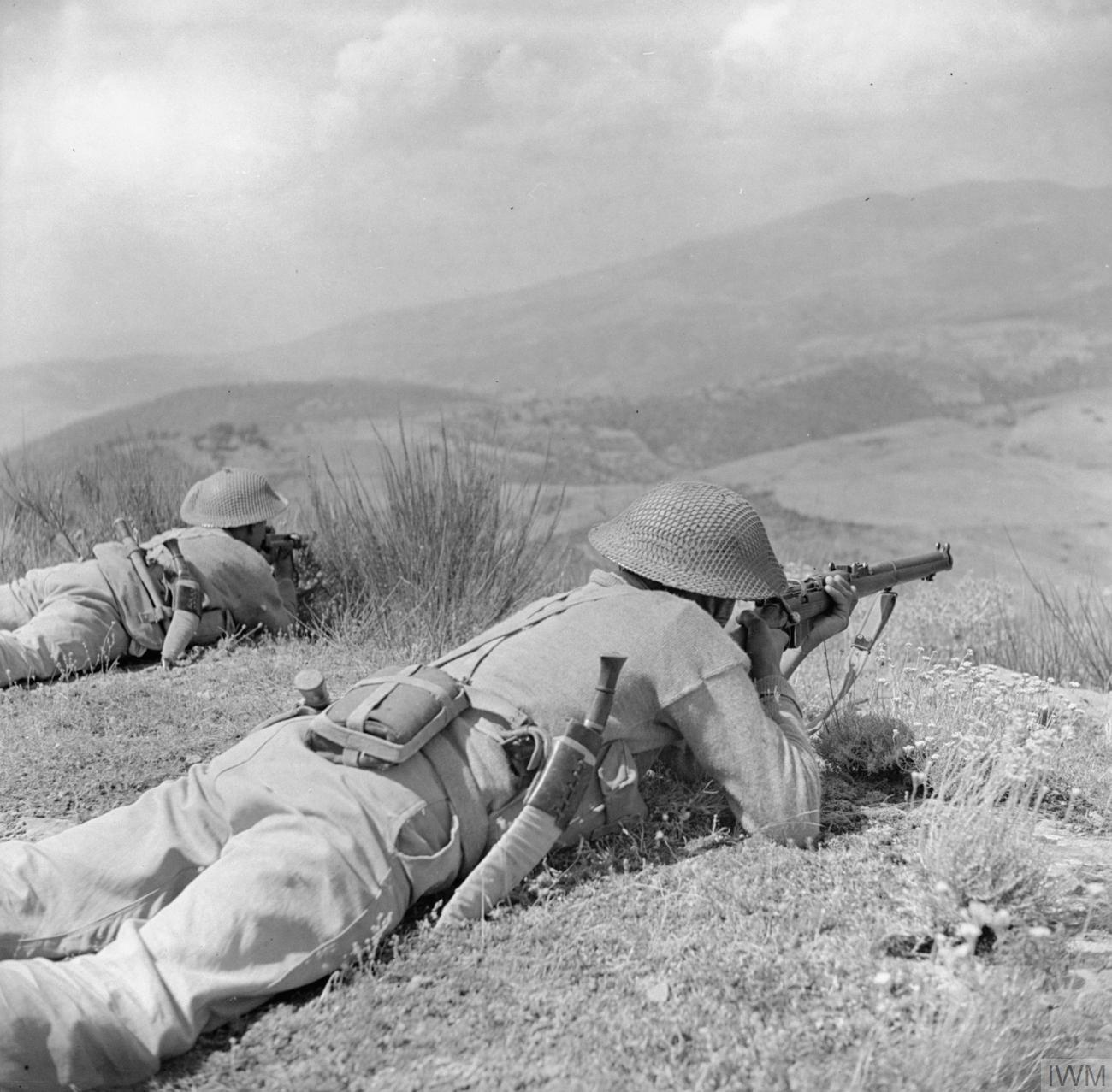
Lính Gurkha thuộc Sư đoàn Bộ binh 4 (Ấn Độ) trên đồi Monte Castiglione ngày 29 tháng 7 năm 1944.

Ngày 17 tháng 1, Clark dùng Quân đoàn X (Anh) đánh mạnh vào phòng tuyến Gustav, mở màn trận Monte Cassino lần thứ nhất. Quân Anh chỉ tiến được 11 km thì bị đẩy lui với tổn thất lên tới 17.000 người. Sau đó, Quân đoàn II (Mỹ) mở nhiều đợt tấn công Quân đoàn Thiết giáp XIV (Đức) của tướng Frido von Senger und Etterlin nhưng bị đánh thảm bại. Các cuộc tấn kích của Quân đoàn Viễn chinh Pháp dưới quyền tướng Alphonse Juin từ hướng bắc cũng không mấy thành công. Đến ngày 12 tháng 1, trận Monte Cassino đã kết thúc với thất bại của quân Đồng Minh thuộc Tập đoàn quân số 5. Không nản chí, Clark đem Quân đoàn New Zealand (Anh) - gồm Sư đoàn 2 New Zealand và Sư đoàn Bộ binh 4 Ấn Độ) - mở Chiến dịch Monte Cassino lần thứ hai (mật danh "Avenger") vào ngày 15 tháng 2, nhưng bị đánh bại chỉ sau 3 ngày quyết đấu. Mặt trận ổn định đến ngày 15 tháng 3 thì Clark huy động 2 sư đoàn bộ binh và 1 trung đoàn thiết giáp phát động Chiến dịch Dickens hòng đánh dứt điểm Monte Cassino. Sau đợt không kích rải thảm đầu tiên của không quân Đồng Minh, Quân đoàn New Zealand tràn lên đánh giáp lá cà với địch ở thị trấn Monte Cassino và các cao điểm chung quanh. Dù chịu thiệt hại rất lớn, quân Anh-Ấn và New Zealand không đẩy được quân Đức khỏi Cassino, nên phải rút lui vào ngày 24 tháng 3.
Giữa tháng 4 năm 1944, Tập đoàn quân số 8 (Anh) đưa Quân đoàn II (Ba Lan) do tướng Władysław Anders chỉ huy vào chiến tuyến đối diện Cassino. Ngày 11 tháng 5, tướng Alexander huy động cà hai Tập đoàn quân số 5, 8 mở Chiến dịch Diadem hầu đục thủng phòng tuyến Gustav và tiêu diệt Tập đoàn quân số 10 (Đức). Dù bị thương vong vô số (riêng Quân đoàn II Ba Lan đã có đến 1.000 người chết và 3.000 bị thương), lực lượng Ba Lan và Pháp Tự do đã dọn sạch quân Đức khỏi Monte Cassino, và Quân đoàn XIII (Anh) đập vỡ phòng tuyến Gustav bằng một trận đánh quy ước. Kesselring lại tiếp viện chậm cho khu vực phía nam do ông bị lừa rằng Đồng Minh sắp mở một cuộc đổ bộ nữa trên hướng bắc Thừa thắng, Alexander ra lệnh đột phá khỏi đầu cầu Anzio vào ngày 23 tháng 5. Ông dự định đem Quân đoàn VI (Mỹ) tiến công thị trấn Valmontone, phía đông dãy Alban, để vây diệt Tập đoàn quân số 10 (Đức) và buộc Đức phải tăng quân từ Pháp sang Ý, qua đó tạo nền tảng thuận lợi cho trận Normandie. Nhưng vì ham vinh dự của "người chinh phục La Mã", Clark chuyển hẳn hướng tiến công của mình sang Roma. Sau khi chủ lực Tập đoàn quân số 5 hội quân với Quân đoàn VI vào ngày 25 tháng 4, Clark ca khúc khải hoàn tiến vào Roma ngày 4 tháng 6 năm 1944. Đây là lần đầu tiên thủ đô một nước phe Trục bị chiếm đóng, nhưng vinh quang này đã bị che khuất khi trận Normandie bùng nổ 2 ngày sau. Nghiêm trọng hơn, sự bất tuân của Clark đã thả cửa cho Kesselring rút Tập đoàn quân số 10 rút về Phòng tuyến Pisa-Rimini, cách Roma 241 km. Đây là khu phòng ngự đầu tiên trong Cụm phòng tuyến Goth, hệ thống phòng thủ lớn thứ hai của Đức trên bán đảo Ý.

### Đồng Minh đánh Bắc Ý
Sau khi phòng tuyến Mùa đông thất thủ, Kesselring sa thải tướng Mackensen và cử Thượng tướng Thiết giáp Joachim Lemelsen làm tân Tư lệnh Tập đoàn quân 14. Quân Đức vừa rút lui vừa đánh cầm chân địch trên cả hai hướng bắc và nam Roma. Quân Đồng Minh truy kích rất gắt gao, nhưng không thể bao vây tiêu diệt chủ lực Đức. Các trận kìm chân hiệu quả đã câu giờ giúp Kesselring tăng cường hỏa lực cho Cụm phòng tuyến Goth chạy dọc theo dãy Apennine, từ La Spezia trên mạn tây tới Pesaro trên biển Adriatic. Đến giữa tháng 8 năm 1944, đại quân Đức đã yên vị trong khu phòng ngự vững chắc này.
Sau ngày quân Anh-Mỹ đổ bộ vào Pháp, mặt trận Ý chỉ còn là một mắt xích thứ yếu trong chiến lược tổng thể của Đồng Minh. Họ rút 7 sư đoàn (gồm Quân đoàn VI Mỹ và Quân đoàn Viễn chinh Pháp) từ Ý sang chiến trường Nam Pháp vào tháng 8. Tuy nhiên, Alexander vẫn duy trì thế tấn công ở Ý trong hè-thu năm 1944. Ngày 26 tháng 8, ông phát động Chiến dịch Phòng tuyến Goth hòng đột phá ra thung lũng sông Po và uy hiếp biên giới Áo trước mùa đông.. Tập đoàn quân số 8 (Anh) đục thủng được một đoạn phòng tuyến, nhưng Kesselring mau chóng điều 3 sư đoàn từ các nơi khác vào vá lỗ thủng. Sau nhiều trận đánh hết sức ác liệt, Chiến dịch Phòng tuyến Goth bị phá sản vào tháng 10 với thiệt hại rất lớn cho Đồng Minh. Chỉ riêng quân Anh đã có 14.000 lính thương vong và 200 xe tăng bị bắn cháy. Do mưa lớn làm địa hình Ý trở nên lầy lội trong thu-đông 1944, Đồng Minh buộc phải dậm chân tại chỗ trên hướng nam tuyến sông Po cho tới đầu năm sau.

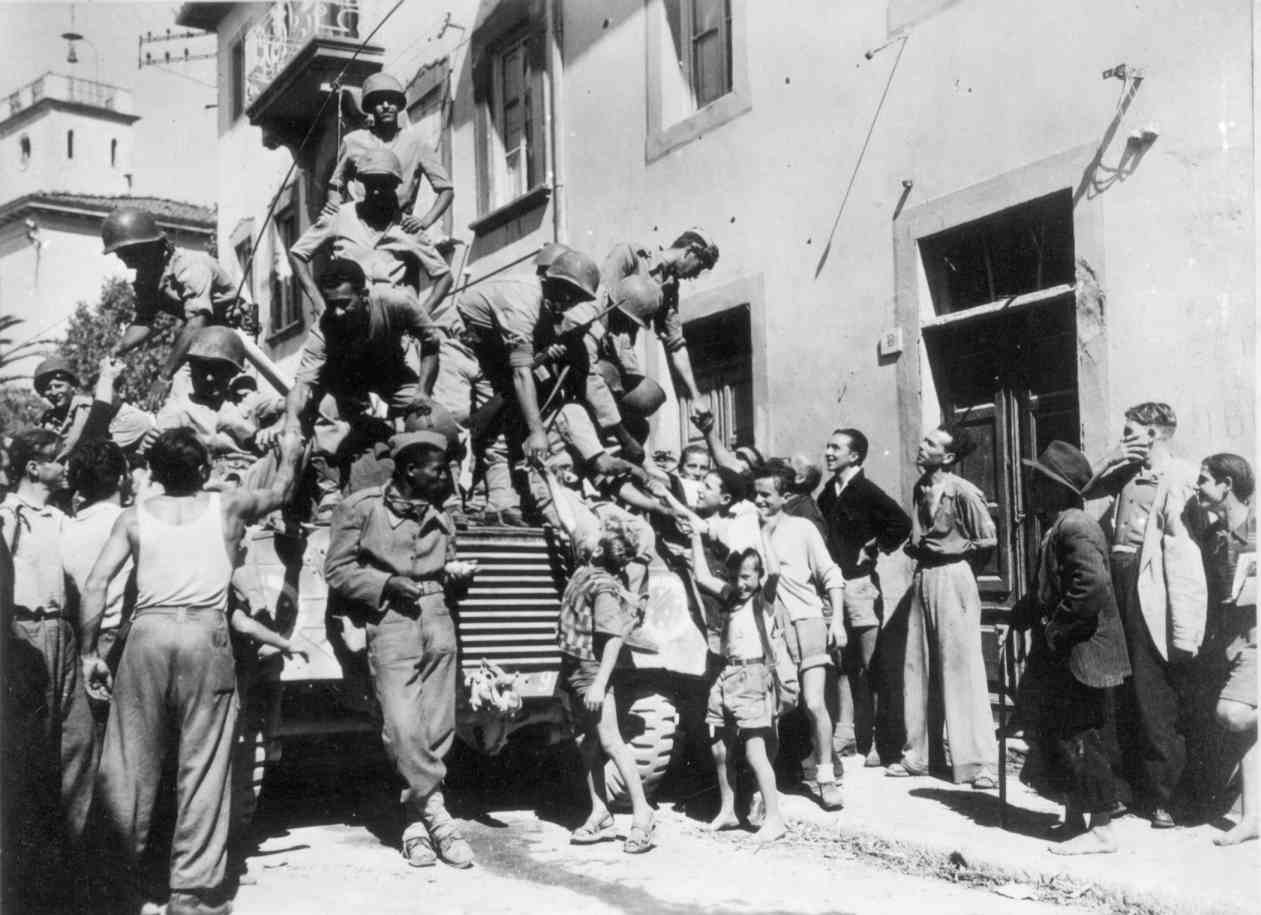
Quân Brasil tới thành phố Massarosa (Ý) - tháng 9 năm 1944.

Trận phòng thủ phòng tuyến Goth có thể được xem là thắng lợi cuối cùng trong sự nghiệp của viên thống chế Đức Kesselring: tháng 10 năm 1944, ông ta bị thương nặng trong một vụ tai nạn giao thông, phải tạm trao chức Tổng tư lệnh Phía Nam kiêm Tư lệnh Cụm Tập đoàn quân C cho tướng Vietinghoff. Tướng Traugott Herr thay Vietinghoff làm Thủ trưởng Tập đoàn quân 10. Sau khi được phẫu thuật não thành công, Kesselring trở lại chỉ huy quân Đức tại Ý ngày 15 tháng 1 năm 1945. Vietinghoff được thuyên chuyển qua Đông Âu làm Tư lệnh Cụm Tập đoàn quân Courland. Đến ngày 24 tháng 3 năm 1945, khi Hitler điều Kesselring sang thay Thống chế Gerd von Rundstedt làm Tổng tư lệnh Mặt trận phía Tây, Vietinghoff một lần nữa nắm toàn quyền chỉ huy mặt trận Ý.. Trong khi đó, Thống chế Anh Alexander đã nhường quyền chỉ huy Cụm Tập đoàn quân 15 cho tướng Mỹ Clark rồi lên chức Tổng tư lệnh Đồng Minh tại Địa Trung Hải vào tháng 12 năm 1944. Nhờ được bồi thêm hàng loạt viện binh (trong đó có 1 lữ đoàn người Do Thái thuộc Anh, một số binh đoàn kháng chiến quân Ý và Lực lượng Viễn chinh Brasil) và vũ khí mới, phe Đồng Minh đã đạt được ưu thế đáng kể về tinh thần và quân số trước hơn nửa triệu quân Đức trên đất Ý.
Đầu năm 1945, thấy đất Ý đã khô ráo trở lại, Alexander quyết định mở Chiến dịch Tổng tiến công Mùa xuân 1945 vào miền bắc nước này. Ông lên kế hoạch cho Tập đoàn quân 8 tràn sang sông Senio tại Lugo, sau đó Tập đoàn quân 5 tiếp tục tiến tới Bologna. Kế đến, Tập đoàn quân 8 sẽ đổi hướng hành quân, tiến hành đổ bộ vượt hồ Comacchio và đánh thốc lên mạn bắc nhằm xuyên thủng khe hở Argentan, bao vây tiêu diệt Tập đoàn quân số 10 (Đức) ở giữa thung lũng sông Po. Trong khi đó, Vietinghoff đã dự đoán sai lầm rằng quân Đồng Minh đang chuẩn bị tổ chức đổ bộ vào hướng Venezia. Cuộc tổng tiến công mùa xuân của phe Đồng Minh mở màn ngày 9 tháng 4 năm 1915. Ban đầu quân Đồng Minh gặp nhiều khó khăn trước sự chống cự bền bỉ của lính Đức, và Quân đoàn II (Mỹ) của Truscott chỉ kiểm soát được 3 km lãnh thổ Ý trong 3 ngày. Nhưng các đợt tấn công của Đồng Minh từ ngày 15 – 20 tháng 4 đã đập nát phòng tuyến địch quân. Tập đoàn quân 8 đã xuyên qua khe hở Argentan và áp sát Ferrara ở cự ly 24 km. Ngày 21 tháng 4, Sư đoàn 3 Karpath (Ba Lan), Đoàn Friuli (kháng chiến quân Ý) thuộc Tập đoàn quân 8 phối hợp với Sư đoàn Bộ binh 34 Mỹ (Tập đoàn quân 5) giải phóng Bologna. Quân Đức chịu tổn thất nặng nề do Vietinghoff kiên quyết làm theo mệnh lệnh "Không lùi một bước" của Hitler, nhưng vào ngày 20 tháng 4 ông ta buộc phải hạ lệnh rút quân về sông Po. Không quân Đồng Minh lúc này đã chiếm được ưu thế tuyệt đối trên bầu trời Ý, nên mặc sức cày phá vào các cầu bắc qua sông Po và các đội hình rút lui của địch.
Sau thắng lợi bước đầu của chiến dịch mùa xuân, quân đội Đồng Minh ráo riết khai thác chiến quả. Trên hướng Tập đoàn quân 8, 3 sư đoàn Anh-Ấn-Mỹ cánh phải đã áp sát sông Po ngày 22 và vượt sang bờ bắc ngày 23 tháng 4. Tiếp theo đó, Tập đoàn quân số 8 đánh lấy Verona vào ngày 25 tháng 4, rồi thọc lên Venezia và Trieste trên hướng đông bắc. Cùng hôm đó, lực lượng du kích kháng chiến Ý tuyên bố tổng khởi nghĩa lật đổ chế độ phát xít.. Trên địa bàn của Tập đoàn quân số 5, các đơn vị Đồng Minh tiến mạnh theo hướng biên giói Áo (phía bắc) và Milano (phía tây bắc Ý). Bên cánh trái tập đoàn quân này, Sư đoàn Bộ binh 92 Mỹ tiến dọc theo bờ biển đánh Genova vào ngày 28 tháng 4; trên cánh phải, quân viễn chinh Brasil tấn công thần tốc về Torino và tiêu diệt các đơn vị phát xít Ý-Đức thuộc Tập đoàn quân Liguria tại Bắc Ý.
Cuối tháng 4 năm 1945, quân Đồng Minh đã mở toan cánh cửa ra biên giới Áo và Cụm Tập đoàn quân C phải tháo chạy trên toàn mặt trận. Các cuộc khởi nghĩa của kháng chiến quân Ý tại Venezia và Milano cũng gây cho quân Đức khốn đốn. Thêm vào đó, những thắng lợi dồn dập của Liên Xô, Mỹ, Pháp, Anh trên bản thổ Đức đã làm Cụm Tập đoàn quân C bị cô lập và Vietinghoff phải bỏ cuộc. Thay mặt quân đội Đức tại Ý, Vietinghoff ký hiệp định đầu hàng vô điều kiện Đồng Minh tại Caserta ngày 29 tháng 4 năm 1945. Hiệp định trở nên có hiệu lực khi toàn bộ Cụm Tập đoàn quân C (khoảng 250.000 quân) chính thức buông vũ khí ngày 2 tháng 5 năm 1945, đưa tới sự chấm dứt hoàn toàn của chiến sự tại Ý trong Chiến tranh thế giới thứ hai.